# Lichtenberg (Salzgitter)

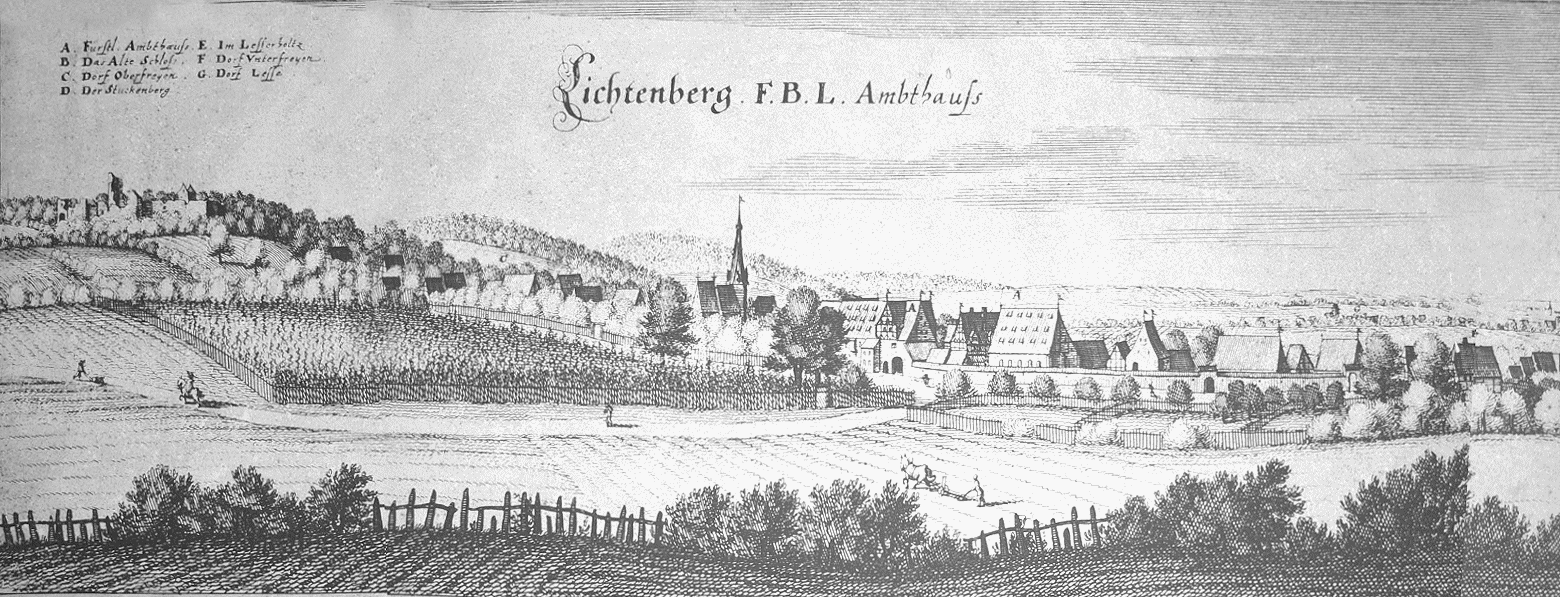
Kupferstich Lichtenberg von Matthäus Merian

Salzgitter-Lichtenberg ist einer der insgesamt 31 Stadtteile der kreisfreien Stadt Salzgitter in Niedersachsen, gelegen in der Ortschaft Nordwest. Der Ort wurde 1857 als Zusammenschluss der Orte Ober- und Niederfreden mit der Domäne Lichtenberg und dem Vorwerk Altenhagen gebildet. Der Name des Ortes leitet sich von der nahegelegenen Burg Lichtenberg ab. Lichtenberg gehörte bis zum 31. März 1942 zum Landkreis Wolfenbüttel und wurde durch einen Verwaltungsakt am 1. April 1942 ein Teil der damaligen Großstadt Watenstedt-Salzgitter. Am 23. Januar 1951 wurde diese amtlich in Salzgitter umbenannt.

## Geschichte

### Ortsname und Gründungszeit
Der Name Lichtenberg wird auf die Bezeichnung eines Ortes am oder beim lichten Berge zurückgeführt, womit der auffällige, aus hellem Kalkstein bestehende, Berg beschrieben wird. Der Name wird 1180 in den Steterburger Annalen erstmals urkundlich als Liechtinberc erwähnt.
Der Ortsname Freden wird auf das altsächsische Wort frithu (Frieden) zurückgeführt, mit dem ein rechtlich geschützter Bezirk bezeichnet wurde. Ein erster Verweis auf den gemeinsamen Ort Ober-/Niederfreden stammt von 1226, in dem ein Ort Frethen genannt wird. Niederfreden wurde in einer Schrift von 1363 erstmals genannt, dort ist die Rede von tho Vreden in dem nedderen dorpe. Oberfreden wird erstmals 1331 mit Ecclesie superiori in Vredene subtus Liechtenberg (d. h. Kirche im oberen Freden unterhalb von Lichtenberg) erwähnt, in der Schrift von 1363 ist von tho Vreden in deme overen dorpe die Rede.
Seit dem 5./6. Jh. gehörte das nördliche Harzvorland zum Herzogtum Sachsen. Freden lag damals im Grenzgebiet des Astfala-, Lera- und Salzgaus, allerdings ist wegen der ungewissen Grenzen eine genaue Zuordnung der Fredener Orte zu einem dieser Gaue nicht möglich. Der Ort lag an der alten Mindener Heerstraße und dem Magdeburger Königsweg.

### Nieder- und Oberfreden
Die erste neuzeitliche Siedlung auf dem Gebiet des heutigen Lichtenberg war Niederfreden, das ursprünglich Freden genannt wurde. Namenskundlich gehört Freden zu den ithi-Orten, die zu den ältesten Siedlungen im niedersächsischen Raum zählen. Aus den archäologischen Funden lässt sich eine lückenlose Bebauung seit dem 5. bis 6. Jahrhundert nachweisen.
Oberfreden wurde im 9. oder 10. Jahrhundert angelegt. Ursprünglich handelte es sich dabei um eine befestigte Anlage, die zum Schutz der Heerstraße Minden-Hildesheim und der Abzweigung zur Okerfurt bei Ohrum und zur Bischofsstadt Halberstadt errichtet worden war. Zur Unterscheidung der beiden Siedlungen bildeten sich die Ortsnamen Ober- und Niederfreden aus, die auf deren Lage am Höhenzug der Lichtenberge verweisen.

### Klein Freden
Klein Freden lag nördlich von Lichtenberg auf dem Gebiet des heutigen Lebenstedter Ortsteils Fredenberg. Scherbenfunde belegen, dass der Ort in der Karolingerzeit des 8. Jahrhunderts entstanden ist. Der Ort wurde erstmals 1180 in den Steterburger Annalen als in parvo Vreden erwähnt. Klein Freden gehörte zum Hochstift Hildesheim und wurde 1339 an die benachbarte Vogtei Lichtenberg verkauft, die schon damals in Besitz der Welfen war. Die Bewohner von Klein Freden wurden in der Schutz des nahen Oberfreden umgesiedelt und die Siedlung fiel wüst.

### Wallanlage Freden
Unterhalb der Siedlung Klein Freden wurden Reste eines Rundwalles entdeckt, die auf eine Wehranlage des 8. oder 9. Jahrhunderts hindeuten. Noch um 1870 soll dieser Wall bestanden haben und „etwa so hoch wie ein Haus“ gewesen sein. Dieser Rundwall steht im Zusammenhang mit weiteren, die längs einer alten Heerstraße von Hildesheim über die Ohrumer Furt nach Wolfenbüttel und Braunschweig gelegen haben und den Reisenden Schutz boten. Solche Rundwälle lagen bei Osterlinde (Apenburg), Salder (durch den Bahnhof Salder überbaut), südlich von Heerte die Arzburg (durch den Klärteich III/Heerter See überbaut) und die Schalksburg östlich von Groß Flöthe. Die Reste der Wallanlage von Klein Freden sind heute durch die Autobahn 39 überbaut.

### Amt Lichtenberg
Um 1300 gehörten zur Vogtei Lichtenberg neben den beiden Fredener Dörfern noch die Orte Bleckenstedt und Barbecke, Sitz des Amtes war die Burg Lichtenberg. 1352 wurde auch der östlich gelegene Barumer Gau dem Amtsbezirk der Burg zugeordnet. In der Mitte des 15. Jahrhunderts hatte das Amt Lichtenberg seine größte Ausdehnung erreicht: Im Norden reichte es bis nach Barbecke und Broistedt, im Süden bis Gebhardshagen und Calbecht, im Osten bis Watenstedt und Cramme und im Westen bis Burgdorf und Westerlinde. Zwischen 1539 und 1542 wurde das Amt Gebhardshagen gegründet und der Ort zusammen mit Calbecht, Lobmachtersen und Leinde, später auch Heerte ausgegliedert, womit dem Lichtenberger Amt ein großer Teil seines südöstlichen Einflussgebietes verloren ging. Nach Zerstörung der Burg Lichtenberg 1552 wurde der Verwaltungssitz zur Domäne Lichtenberg verlegt. Herzog Karl I. (1735–1780) ordnete 1774 eine Zusammenlegung der bisher selbständigen Ämter Lichtenberg, Gebhardshagen und Salder zum Amt Salder an. Es dauerte aber noch bis 1795, bis nach dem Tod der letzten bisherigen Amtsleiters die Verwaltung in einer Hand lag, der Sitz des Amtes war seitdem das Schloss Salder.

### Zugehörigkeit des Ortes
Seit der Zeit Heinrichs des Löwen, der von 1142 bis 1180 Herzog von Sachsen war, gehörten die von ihm erbaute Burg Lichtenberg und die umliegenden Orte zu Herrschaftsbereich der Welfen. Aus diesem ging 1235 das Herzogtum Braunschweig-Lüneburg hervor, nach dessen Teilung im Jahr 1269 fiel der Ort an das Fürstentum Braunschweig-Wolfenbüttel.
Herzog Friedrich Ulrich verlieh 1614 den Dörfern Nieder- und Oberfreden das Marktrecht (Johannis- und Martinimarkt). Dieses stand zuvor Nienstedt zu und war wieder frei geworden, nachdem der zwischen Barbecke und Lesse gelegene Ort wüst gefallen war. Der letzte Markttag wurde hier 1950 abgehalten.
Zwischen Oktober 1806 und der Völkerschlacht bei Leipzig 1813 gehörte der Ort zum Königreich Westphalen und war seit dem 24. Dezember 1807 dem Kanton Gebhardshagen im Distrikt Braunschweig des Oker-Departments zugeteilt. Am 30. Dezember 1813 nahm der zurückgekehrte Herzog Friedrich Wilhelm wieder Besitz von seinem Herrschaftsgebiet. Am 22. Februar 1814 wurden die ehemaligen Kantone Gebhardshagen, Salder und Lesse zu einem neuen Kreisgericht Salder (später Kreisamt Salder) zusammengefasst, das ab 1833 als Amt Salder zur Kreisdirektion Wolfenbüttel gehörte.
Bereits in der Mitte des 18. Jahrhunderts waren die Orte Nieder- und Oberfreden sowie die Domäne Lichtenberg so eng zusammengewachsen, dass die Grenzen nicht mehr genau bestimmt werden konnten. In Folge dieser Entwicklung wurden Ober- und Niederfreden sowie die Domäne Lichtenberg nebst dem Vorwerk Altenhagen zum 1. Januar 1857 zur Gemeinde Lichtenberg zusammengeschlossen.
Nach dem Ersten Weltkrieg wurde aus dem Herzogtum Braunschweig der Freistaat Braunschweig – ab 1933 das Land Braunschweig – und Lichtenberg wurde ein Teil des Kreises Wolfenbüttel. Seit dem 1. April 1942 gehört Lichtenberg der neugegründeten Stadt Watenstedt-Salzgitter an – dem heutigen Salzgitter.

### Domäne Lichtenberg

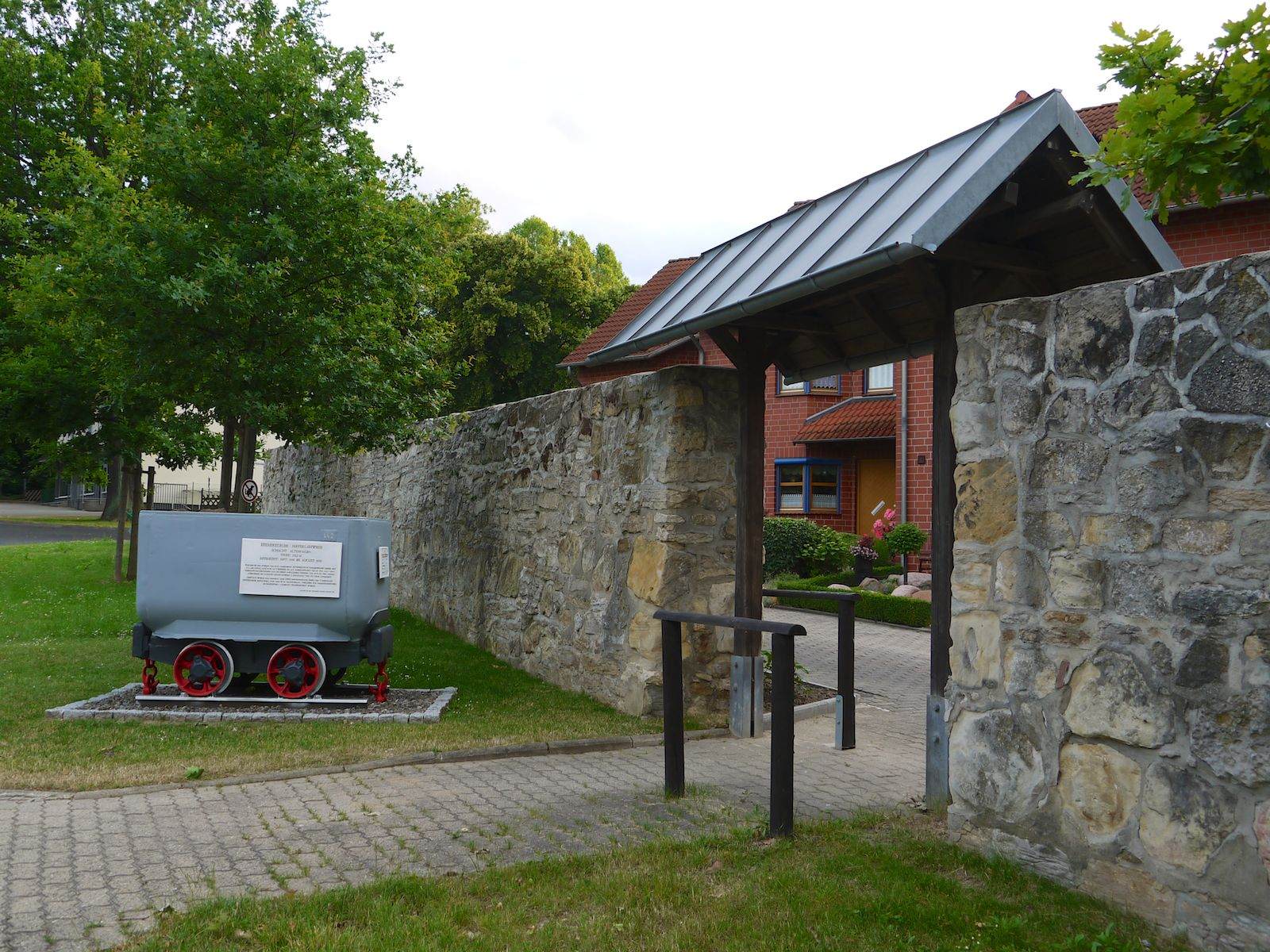
Rest der ehemaligen Domänenmauer und Förderwagen aus dem Bergwerk Altenhagen

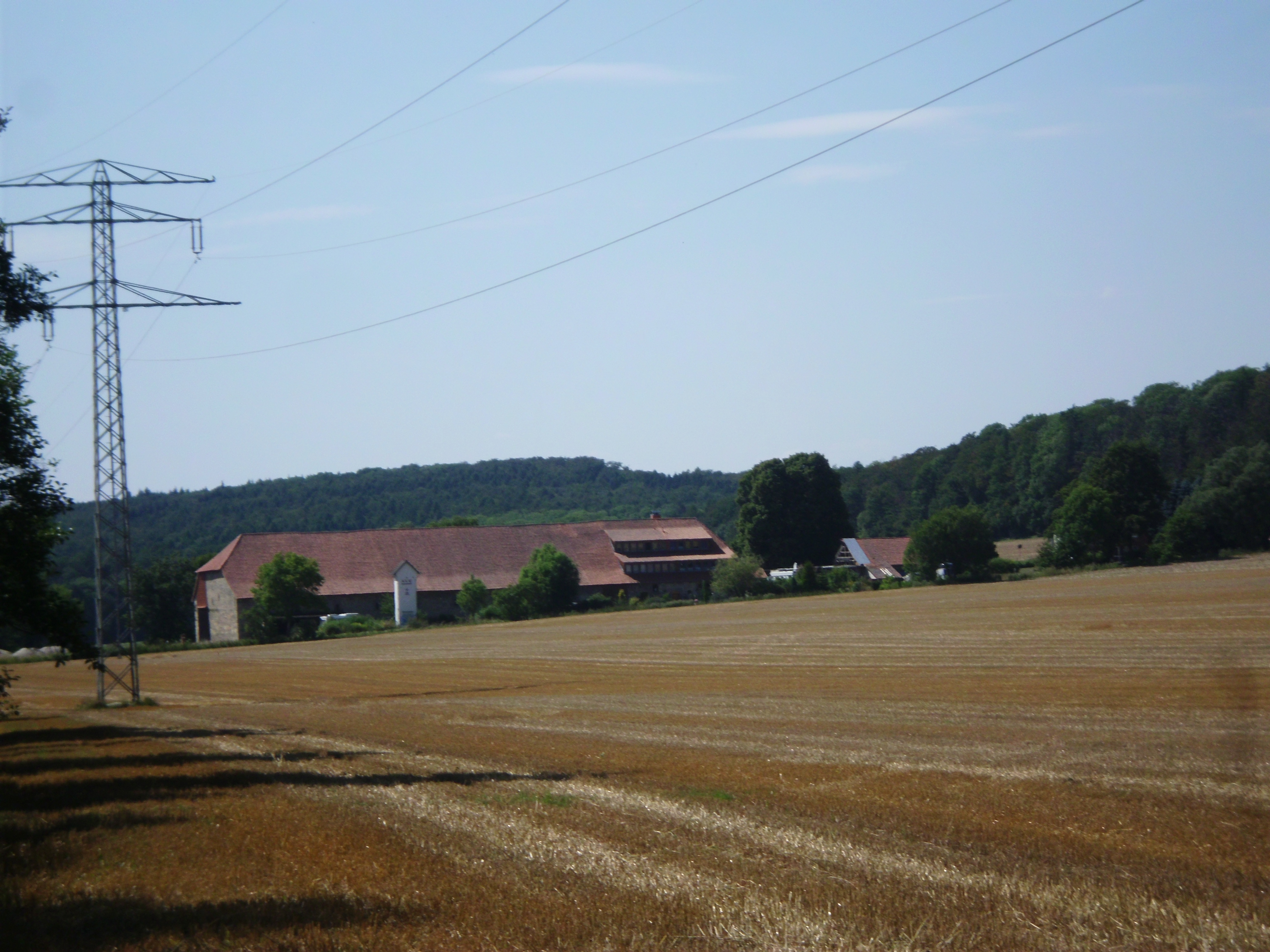
Das ehemalige Vorwerk Altenhagen

Der Domänenhof lag am östlichen Ortsrand von Niederfreden. Bei Abbrucharbeiten 1964/65 wurden hier Teile eines alten Kreuzgewölbekellers freigelegt, der auf die Zeit um 1200 datiert wurde und somit der älteste Gebäudeteil der Anlage ist. Der Domänenhof lässt sich in vier Abschnitte einteilen. Im Norden liegt als ältester Teil der Schäfergarten mit der Schäferei. Südlich davon liegt der Amtshof, in dem ab 1552 das Amt Lichtenberg untergebracht war. Im Westen schließt sich der Schweinehof an. 1852/53 wurde im Südteil des Domänenhofes das heute noch erhaltene Herrenhaus errichtet, hierzu gehörten auch der Park im Osten des Geländes und die handwerklichen Arbeitsstätten im westlichen Teil, wie Stellmacherei, Schmiede und Windmühle.
Die Domäne Lichtenberg wurde zum 1. Juli 1962 geschlossen. Im Zusammenhang mit dem geplanten Aufbau des Lebenstedter Ortsteils Fredenberg sollte auf den landwirtschaftlichen Flächen des Gutes Wohnraum für die schnell wachsende Bevölkerung geschaffen werden. In den Jahren 1964/65 wurden die Gebäude der Domäne abgerissen, nur ein kleiner Teil des südlichen Bereichs mit dem einstigen Herrenhaus und ein kurzes Stück der ehemals 850 Meter langen Umfassungsmauer des Domänengeländes blieb erhalten.

### Vorwerk Altenhagen
Das Vorwerk Altenhagen war ein ehemaliges Pertinenzstück des Gutes Lichtenberg. Es wurde erstmals 1342 in einer Verkaufsurkunde als „Oldenhagen“ erwähnt. Das Vorwerk wurde 1706 mit der Domäne Lichtenberg vereinigt.

### Windmühlen von Lichtenberg

#### Bockwindmühle Lichtenberg

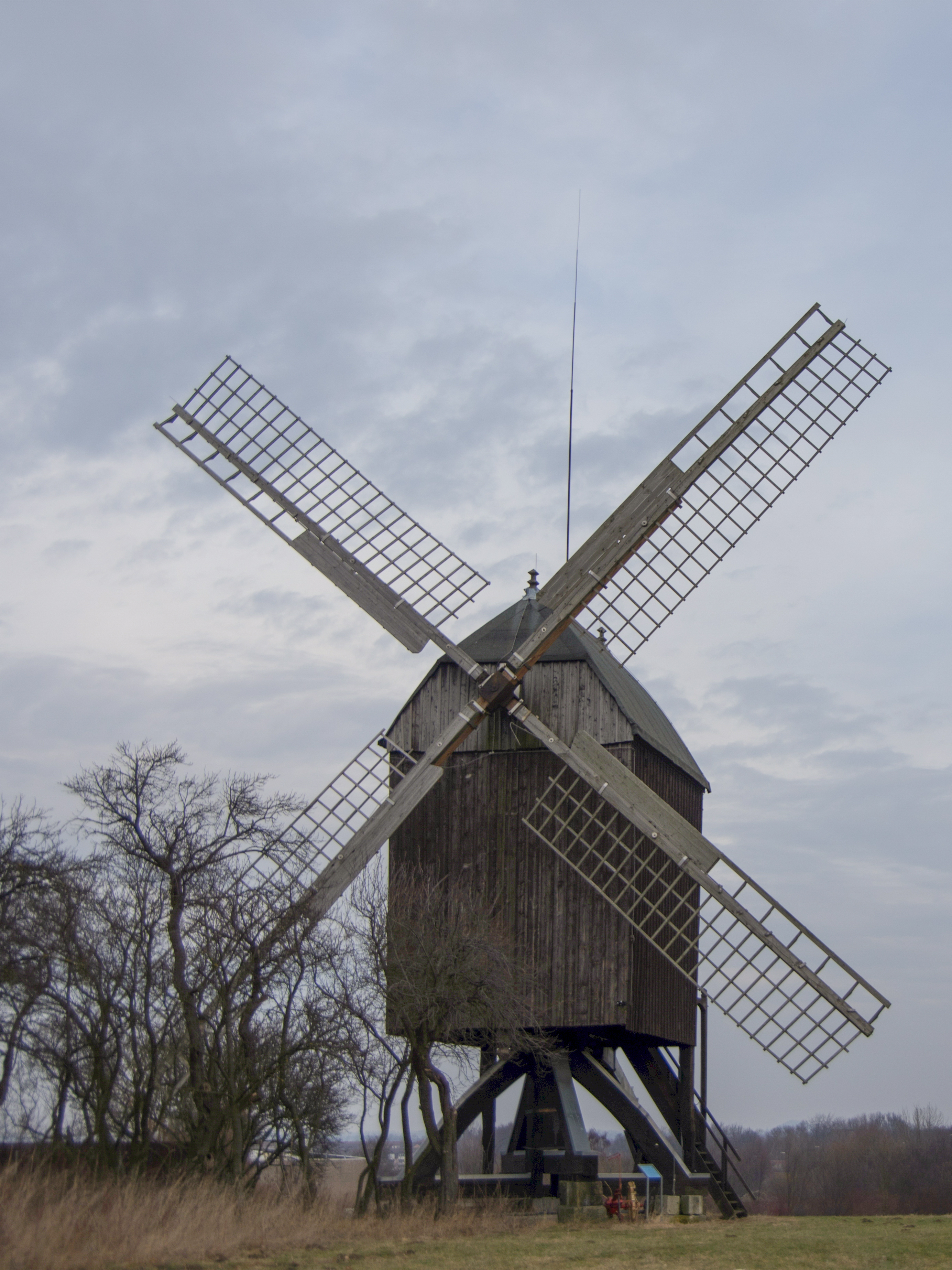
Bockwindmühle bei Salzgitter-Lichtenberg (2017)

Die älteste Mühle Lichtenbergs wurde 1810 am nördlichen Ortsrand von Niederfreden errichtet. Es handelt sich um eine Bockwindmühle mit einem Mahlgang, die bis in die 1950er-Jahre betrieben wurde. Seit 1964 steht die Mühle unter Denkmalschutz. Sie wurde 1965 und zuletzt 1999/2000 umfassend renoviert.

#### Mühle der Domäne Lichtenberg
Diese Mühle wurde 1889/90 im südlichen Teil der Domänenhofes neben Gerstenscheune und Schmiede errichtet. Es handelte sich um eine in dieser Region seltene Holländermühle, bei der nur der Kopf der Mühle mit dem Windrad in den Wind gedreht wurde, während das Mühlengebäude feststand. Das Windrad hatte einen Durchmesser von 12 Metern, in der Mühle wurden zwei Schrotmahlgänge und eine Gattersäge betrieben. In den Jahren 1912/13 erhielt die Mühle elektrischen Antrieb. 1964/65 wurde die Mühle, die zu dieser Zeit schon nicht mehr betrieben wurde, zusammen mit den übrigen Gebäuden der Domäne abgerissen.

### Schachtanlage Altenhagen
Bereits 1852 beschrieb der braunschweigische Kammerrat August von Strombeck (1809–1900) das Eisenerzlager im Grubenfeld Eschwege bei Altenhagen. Dieses lag im Forstort Colli beim Vorwerk Altenhagen. Das abgebaute Eisenererz wurde – neben Erz aus anderen Bergwerken – in der Wilhelmshütte in Bornum am Harz verhüttet. Auf einer Holztafel, die man bei Abraumarbeiten an einem alten Stollenmundloch im Feld Eschwege fand, stand „Fund 1838, angefangen die Eisensteinförderung 1839, des Stollens 1848“.
Im Zuge der Gründung der Reichswerke Hermann Göring und dem damit verbundenen Ausbau des Eisenerzbergbaus in Salzgitter wurde 1938 die nahegelegene Grube Haverlahwiese aufgeschlossen. Für dieses Erzbergwerk wurde auch ein Schacht in der Nähe des alten Vorwerks Altenhagen geplant. Dieser Schacht, der wie auch alle anderen Hauptschächte außerhalb der Lagerstätte lag, wurde ab Mitte September 1938 auf 333 Meter abgeteuft, Der Schacht hatte einen Durchmesser von fünf Metern und war für den Betrieb als Wetter- und Seilfahrtsschacht vorgesehen. Zeitgleich zu den Teufarbeiten wurden auch die Tagesanlagen erstellt (Schachthalle, Fördermaschinen- und Kesselhaus, Waschkaue, Verwaltung, Werkstätten). Ende 1939 wurde das Teuf- durch ein Fördergerüst ersetzt und eine neue Fördermaschine montiert. Das gesamte auf Haverlahwiese gewonnene Erz wurde im zentralen Hauptförderschacht Haverlahwiese I zu Tage gebracht.
Infolge der Absatzkrise der Salzgittererze wurden die meisten Erzbergwerke in Salzgitter Mitte/Ende der 1960er-Jahre geschlossen. Im November 1968 wurde die Seilfahrt im Schacht Altenhagen und Februar 1969 wurde auch der Erzabbau im Feld Altenhagen eingestellt. Nach der Stilllegung wurden die Tagesanlagen von Altenhagen verpachtet, der Schacht wurde weiterhin als ausziehender Wetterschacht genutzt. Nach Einstellung der Förderung der Grube Haverlahwiese zum 30. Juni 1982 wurden deren Schächte 1983 verfüllt und mit Traglastplatten verschlossen. Die nicht verpachteten Anlagen wurden abgerissen. Zur Erinnerung an den Bergbau wurde am ehemaligen Weg der Bergleute von Lichtenberg zum Bergwerk Altenhagen ein mit Erz beladener Förderwagen aufgestellt.

### Eisenbahn
Die von Braunschweig über Thiede, Heerte und Lichtenberg nach Derneburg führende Bahnstrecke der Braunschweigischen Landes-Eisenbahn-Gesellschaft war im Sommer 1886 fertiggestellt worden, der Bahnhof Lichtenberg wurde am 18. Juli 1886 in Betrieb genommen. Neben dem Personenverkehr wurden vor allem Güter der Landwirtschaft befördert. Unter Berücksichtigung der zu erwartenden Ausflügler war die Bahnlinie nahe an den Ort gebaut worden, obwohl man dadurch ein steiles Zwischenstück in Kauf nehmen musste. Insbesondere der Güterverkehr war hiervon betroffen und so mussten die schweren Rübenzüge im davor liegenden Bahnhof von Salder geteilt werden, da die damaligen Lokomotiven das steile Streckenstück nicht anders bewältigen konnten.
Durch die zunehmende Motorisierung ging das Beförderungsaufkommen auf der Bahn schon in den 1920er-Jahren zurück. Anfang der 1950er-Jahre wurde die Strecke noch einmal modernisiert, die Bahnstrecke Salzgitter-Drütte–Derneburg verband Lichtenberg nun mit der Lebenstedter Innenstadt und der Lichtenberger Bahnhof erhielt ein weiteres Gleis, dennoch wurde die Strecke immer weniger genutzt. Hielten 1949 noch täglich sieben Zugpaare in Lichtenberg, so waren es 10 Jahre später an Wochentagen nur noch fünf, an Sonntagen sogar nur drei Zugpaare. Seit 1982 fuhren an den Wochenenden keine Züge mehr und zum 1. Juni 1984 wurde der Zugverkehr ganz eingestellt. Die Gleise wurden noch im gleichen Jahr demontiert und das Bahnhofsgebäude 1985 abgerissen. Der größte Teil der alten Bahntrasse bei Lichtenberg ist heute durch die Autobahn 39 überbaut.

### Bevölkerungsentwicklung
Aus einem alten Kirchenbuch ist ein Einwohnerverzeichnis von 1777 erhalten, danach gab in diesem Jahr in Oberfreden 123 Haushalte mit 470 Personen und in Niederfreden 62 Haushalte mit 264 Personen. Bis 1821 stieg die Einwohnerzahl auf etwa 1000 Einwohner. Größere Änderungen ergaben sich erst wieder nach dem Zweiten Weltkrieg, als die Einwohnerzahl 1946 durch den Zuzug vieler Flüchtlinge und Heimatvertriebener gegenüber 1939 um mehr als 60 % auf über 1500 stieg. Der wachsenden Nachfrage wurde zum einen durch die Schaffung neuen Wohnraums im alten Ortsgebiet entsprochen, zum anderen wurden im Nordosten neue Wohngebiete geschaffen. Weiterer Wohnbedarf ergab sich durch den Aufschwung der Industrie im Salzgittergebiet, insbesondere den Aufbau des nahen Blaupunkt-Werkes und des Volkswagenwerkes bei Beddingen. Hinzu kam, dass Lichtenberg durch seine Lage am Salzgitter-Höhenzug den Ruf einer „bevorzugten Wohnlage“ im Salzgittergebiet genoss. Dies führte dazu, dass die Einwohnerzahl von 1600 im Jahr 1950 bis zum Jahr 2000 auf das Doppelte anstieg, im Jahr 2008 wurde mit 3351 Einwohnern der bisherige Höchststand erreicht.
Bis nach dem Ersten Weltkrieg war Lichtenberg überwiegend von der Landwirtschaft geprägt. Durch die zunehmende Mechanisierung und die besseren Löhne in den umliegenden Industriebetrieben wechselte ein Großteil der Arbeitskräfte. Auch nahm die Zahl der landwirtschaftlichen Betriebe ab, so dass es 1987 nur noch 10 Vollerwerbsbetriebe gab.
| Jahr | Einwohner |
| ---- | --------- |
| 1821 | 1021      |
| 1848 | 1166      |
| 1871 | 1062      |
| 1910 | 954       |
| 1925 | 907       |
| 1933 | 859       |
| 1939 | 991       |
| 1946 | 1579      |
| 1950 | 1617      |

| Jahr | Einwohner |
| ---- | --------- |
| 1955 | 1904      |
| 1960 | 1869      |
| 1970 | 1931      |
| 1980 | 2291      |
| 1990 | 2954      |
| 2000 | 3238      |
| 2006 | 3340      |
| 2010 | 3301      |
| 2012 | 3262      |

| Jahr | Einwohner |
| ---- | --------- |
| 2014 | 3346      |
| 2016 | 3347      |
| 2018 | 3307      |
| 2019 | 3305      |
| 2020 | 3313      |
| 2021 | 3300      |
| 2022 | 3299      |
| 2023 | 3322      |
| 2024 | 3342      |

Quellen:
Die Bevölkerungszahlen von 1821 bis 2000 basieren auf dem Statistischen Jahrbuch des Referats für Wirtschaft und Statistik der Stadt Salzgitter.
Die Bevölkerungsstatistik ab 2001 basiert auf den statistischen Monatsberichten der Stadt Salzgitter (Einwohner mit Hauptwohnsitz) gemäß Melderegister zum Monatsende Dezember.

## Religion

### Evangelische Kirche

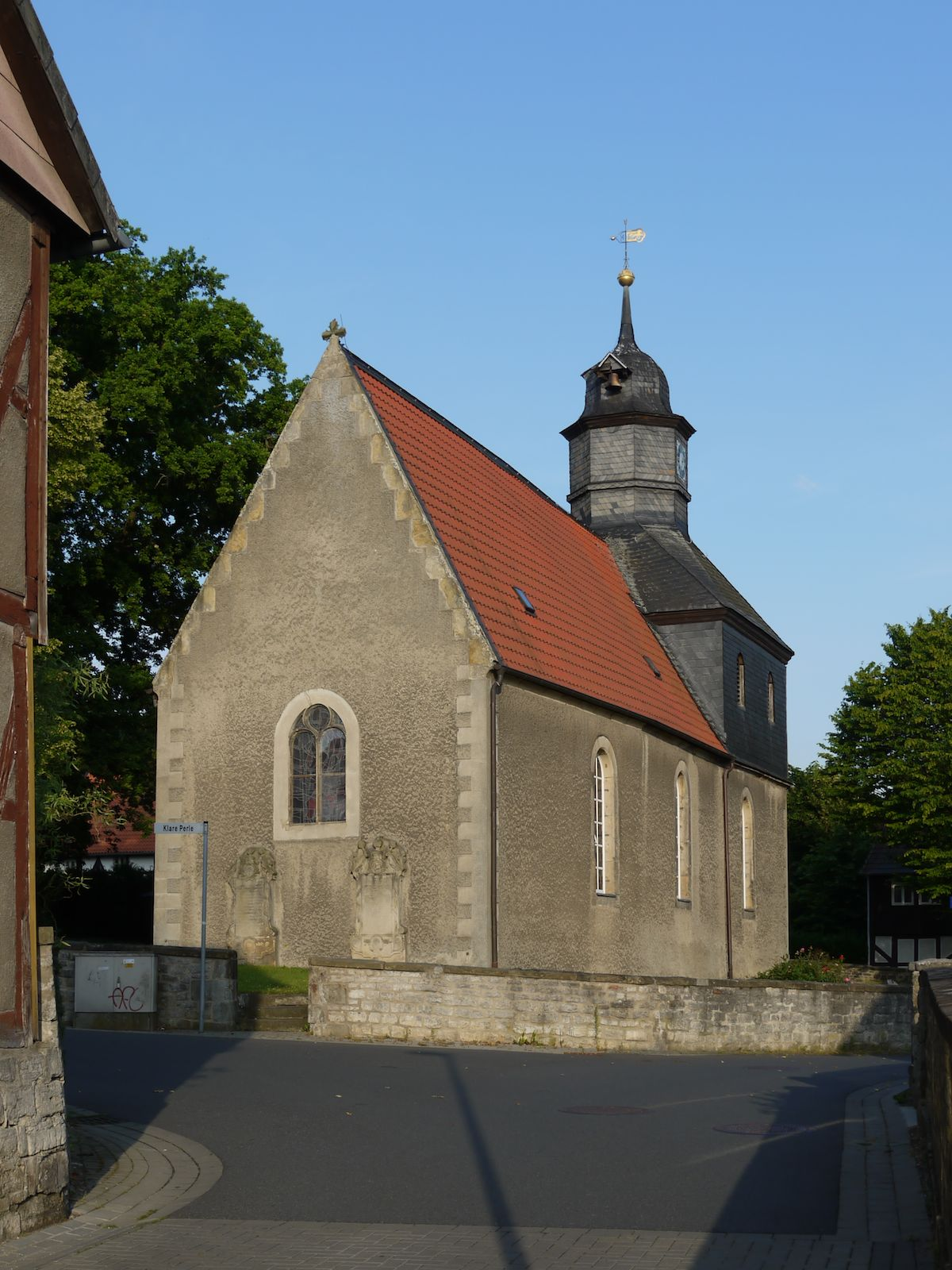
Evangelische St.-Petrus-Kirche

Bis zum Beginn des 19. Jahrhunderts gab es in beiden Orten Ober- und Niederfreden eine eigene Kirche. Die Entstehung dieser beiden Kirchengebäude kann nicht genau datiert werden, archäologische Funde deuten aber darauf hin, dass die Niederfredener Kirche um 1100 entstand, während die ersten Bauabschnitte der Oberfredener Kirche auf das Ende des 12. Jahrhunderts datiert werden. Als dritte Kirche gab es auf der Burg Lichtenberg eine Kapelle, die von Oberfreden aus betreut wurde. Als die Burg 1552 durch Truppen des Grafen Vollrad von Mansfeld erobert wurde, wurde diese Kapelle zerstört.
Eine erste schriftliche Erwähnung der Oberfredener Kirche findet man in einer Urkunde von 1332 über den Verkauf von Land an die Kirche, als damaliger Pfarrer wird hier ein Dominus Thidericus plebanus genannt. Die Niederfredener Kirche wird wenig später, am 2. Februar 1336, erstmals erwähnt, als dem Ritter Burchard von Salder Land und das Kirchlehen zu Vreden übertragen wurde.
Seit der Christianisierung des Landes zu Beginn des 9. Jahrhunderts gehörten die beiden Fredener Kirchen zum Archidiakonat Lengede des Bistums Hildesheim. Zu Lengede gehörten außerdem die Kirchen von Barbecke, Broistedt, Bruchmachtersen, Engelnstedt, Lesse, Reppner, Salder, Westerlinde und Woltwiesche.
Im Jahr 1542 wurde im Lande zum ersten Mal die Reformation eingeführt. Als fünf Jahre später Karl des V. über die Schmalkaldischen Truppen siegte und Herzog Heinrich der Jüngere so in sein Herzogtum zurückkehren konnte, ordnete dieser wieder die Rückkehr zum katholischen Glauben an. Erst sein Sohn Herzog Julius führte 1568 die Reformation endgültig ein. Nach dem Vorbild von 1542 gehörte das Gebiet des heutigen Salzgitter zu den drei Generalsuperintendenturen Bockenem, Gandersheim und Wolfenbüttel. Niederfreden gehörte zu Bockenem und wurde Sitz einer Spezialsuperintendentur, zu dieser zählten insgesamt 21 Orte, darunter die benachbarten Kirchen von Oberfreden, Osterlinde, Lesse und Reppner.
Zu Beginn des 17. Jahrhunderts wurden die beiden Fredener Pfarreien zusammengefasst. Der Gottesdienst wurde abwechselnd in den beiden Kirchen gehalten. Es dauerte dann aber noch bis 1854, bis auch das herzogliche Staatsministerium und das Konsistorium die Genehmigung zur Zusammenlegung erteilten, zu dieser Zeit gab es in Unterfreden schon lange keine Kirche mehr.
Auch nach der Vereinigung von Niederfreden und Oberfreden zu Lichtenberg behielt der Ort den Status einer Superintendentur. Um 1900 gehörten hierzu die Pfarren Barbecke, Berel, Burgdorf, Lesse, Oelber a.w.W., Reppner, Westerlinde und Woltwiesche, später wurde noch die Superintendentur Barum angegliedert. Seit 1949 gehört die St.-Petrus-Gemeinde zur Propstei Salzgitter-Lebenstedt.

#### Kirchengebäude von Niederfreden

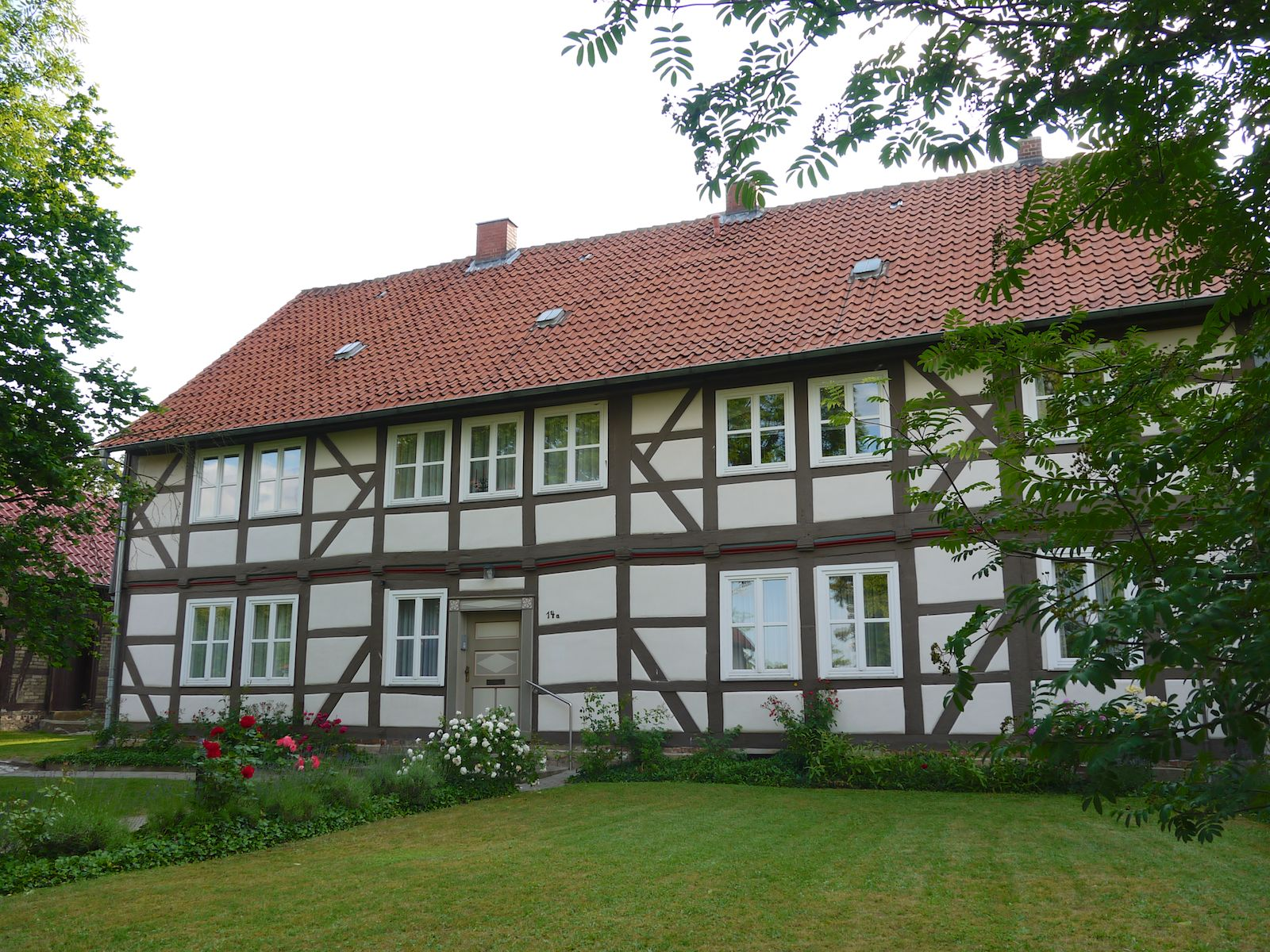
Ehemaliges Pfarrhaus von Niederfreden, erbaut um 1735, heute Pfarrhaus der ev. St.-Petrus-Gemeinde

Auf dem Merianstich von 1654, der die Burg Lichtenberg und die Orte Ober- und Unterfreden zeigt, ist am rechten Rand die Kirche St. Vitalis von Unterfreden abgebildet. Das Bild zeigt einen Kirchturm, an dessen Querseite sich ein Kirchenschiff mit einem zweifach abgesetzten Satteldach anschließt. Das um 1100 entstandene Gebäude war etwa 80 Fuß lang, 20 Fuß breit und 18 Fuß hoch. Im Corpus Bonorum von 1750 wird das Kirchengebäude als stark einsturzgefährdet beschrieben. Als dieses Ende des 18. Jahrhunderts baufällig und für die Gemeinde zu klein geworden war, entschloss man sich zu einem Abbruch. Das Kirchengebäude wurde 1820 abgerissen, das abgesetzt stehende Glockenhaus (auf dem Merianstich nicht abgebildet) blieb erhalten und wurde noch bis 1918 betrieben. Im November 1918 wurden die Glocken eingeschmolzen, das Glockenhaus wurde 1920 abgerissen.

#### Kirchengebäude von Oberfreden
Bei Renovierungsarbeiten wurden 1974/75 die Mauerreste einer Vorgängerkirche freigelegt. Danach stand vor dem jetzigen Kirchengebäude an dieser Stelle eine kleine aus Bruchsteinen gebaute Kapelle, die einen nahezu quadratischen Chor und eine Apsis besaß. An der Westseite stand ein freistehender Turm, der auch dem Schutz der Bevölkerung gedient hatte.
Die spätere Oberfredener Kirche, deren Bauzeit nicht bekannt ist, ist in der Mitte des Merianstiches abgebildet. Zu dieser Zeit hatte der Turm ein Spitzdach, das Kirchenschiff bestand aus zwei unterschiedlich hohen Bauabschnitten. In den Jahren 1709 bis 1715 wurde das Gebäude umfassend renoviert, unter anderem wurde der Turm durch einen Neubau ersetzt und das Gebäude erhielt seine heutige Form. Im Corpus Bonorum von 1750 werden die Maße der Kirche mit 90 Fuß Länge, 23 Fuß Breite und 24 Fuß Höhe angegeben. Der Kirchturm hatte damals noch eine ovale Form und war 80 Fuß hoch. Mitte des 19. Jahrhunderts wurde das Gebäude erneut umgebaut. Der Innenraum wurde um 1900 ausgemalt, erhielt aber 1955 wieder seine ursprüngliche Farbe. Der alte Altar und die darüber angebrachte Kanzel, beide aus Holz gefertigt, werden seit den Renovierungsarbeiten von 1974/75 im städtischen Museum Schloss Salder aufbewahrt. Bei diesen Arbeiten wurden auch die Seitenemporen entfernt. Neben der alten Kirchenglocke von 1736 erhielt die Kirche 1959 als Ersatz für die 1942 eingeschmolzene Glocke eine zweite, größere Glocke. Am 1. Oktober 2023 wurde direkt vor der Kirche eine 121 kg schwere Glocke für den Friedhof in Salzgitter-Lichtenberg gegossen.

### Katholische Kirche

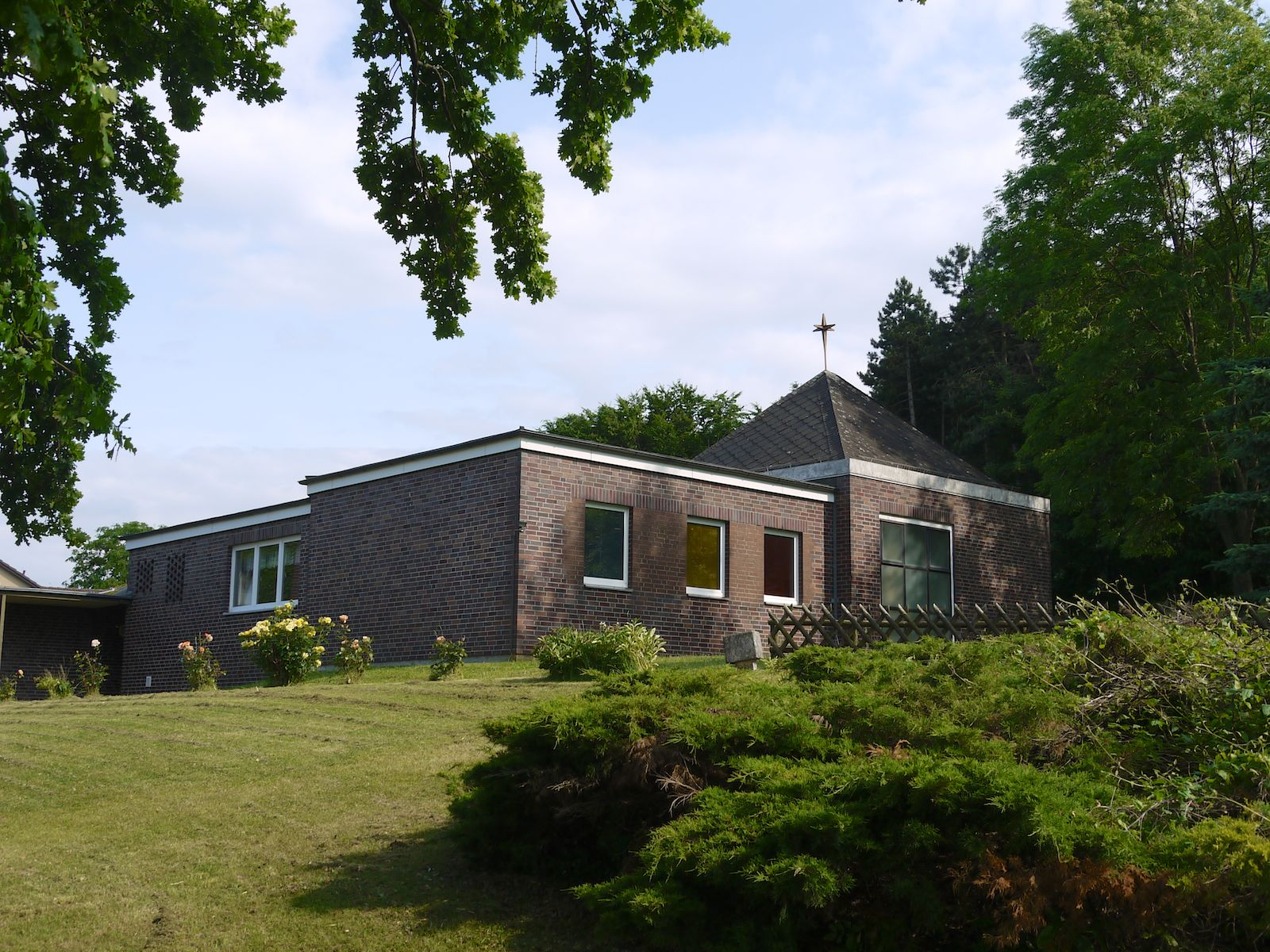
Katholische Don Bosco Kirche

Nachdem 1939 Bewohner des Saarlandes in das Innere des Reichsgebietes evakuiert worden waren, fanden in Lichtenberg im Saal eines Gasthauses katholische Gottesdienste statt. Lichtenberg wurde der neu gegründeten Lokalkaplanei Lesse zugeordnet, die zur in Krähenriede ansässigen Pfarrvikarie „Reichswerke-Hermann-Göring-West“ der Wolfenbütteler Pfarrei St. Petrus gehörte. 1950 folgte die Einweihung einer katholischen Kapelle in der Domäne Lichtenberg (Burgbergstr. 43). 1966/67 erfolgte am südlichen Ortsrand der Bau der kleinen Kirche St. Johannes Bosco mit angrenzender Jugendbegegnungsstätte. Ihre Pfarrvikarie „Salzgitter-Lichtenberg“, die zur Pfarrei St. Michael (Salzgitter-Lebenstedt) gehörte, wurde 1978 der neu gegründeten Kuratiegemeinde in Fredenberg angeschlossen. In der dortigen St.-Maximilian-Kolbe-Kirche finden heute auch die Gottesdienste für die katholischen Einwohner Lichtenbergs statt, die Don-Bosco-Kirche wird nicht mehr für regelmäßige Gottesdienste genutzt.

## Politik

### Wappen
Der Burgturm symbolisiert die Burg Lichtenberg, von der der Ort seinen Namen erhielt. Lichtenberg war 1857 aus den Ortschaften Nieder- und Oberfreden entstanden, deren Ortsname so viel wie Frieden oder Einfriedung bedeutet – dies wird durch den Schildbord als Symbol eines eingefriedeten Bezirks versinnbildlicht. Die Lindenblätter deuten auf die alte Gerichtslinde im ehemaligen Niederfreden hin – an dieser Stelle waren die alten germanischen Stämme zu Versammlungen zusammengekommen und hatten Recht gesprochen. Die Wappenfarben Blau-Gelb sind die Landesfarben des braunschweigischen Landes, mit dem der Ort lange verbunden war.
Das Wappen wurde von einer Bürgerversammlung am 11. September 1991 als Ortswappen von Salzgitter-Lichtenberg angenommen.

## Wirtschaft und Infrastruktur
Lichtenberg besitzt zahlreiche Geschäfte, darunter zwei Supermärkte, die Post und zwei Banken. Es gibt regelmäßige Busverbindungen nach Lebenstedt und zu den anderen Stadtteilen. Das innerörtliche Straßennetz misst 16,8 Kilometer.

### Bildung

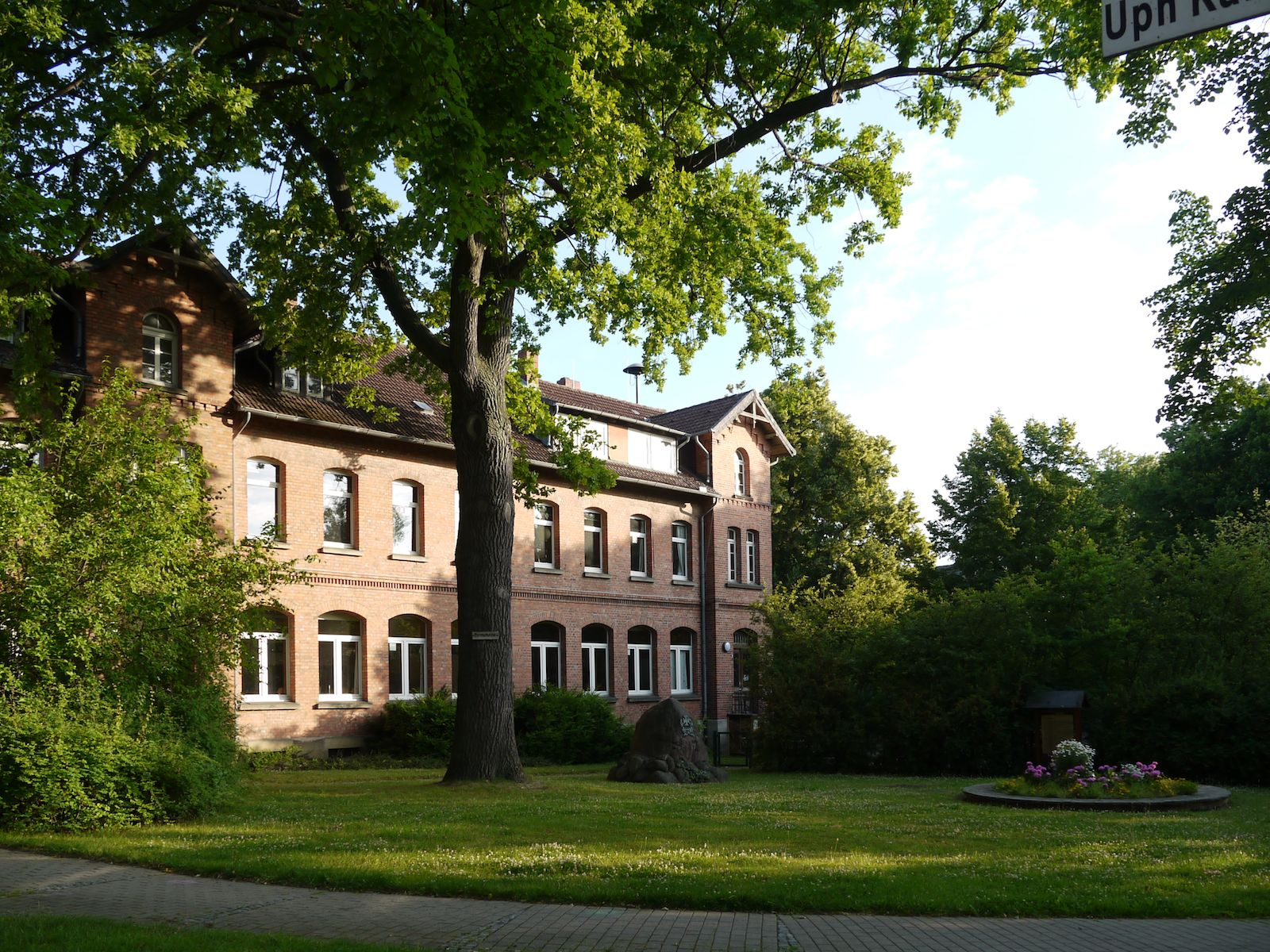
Dorfplatz „upn Anger“ mit Grundschule von 1895 und Bismarckeiche

Im Ort gibt es eine Grundschule, benannt nach Gerhard Gesemann. Mittlerweile heißt sie „Grundschule Lichtenberg“. Ebenso gibt es einen evangelischen Kindergarten. Weiterführende Schulen befinden sich im nahegelegenen Ortsteil Fredenberg.

## Kultur und Sehenswürdigkeiten

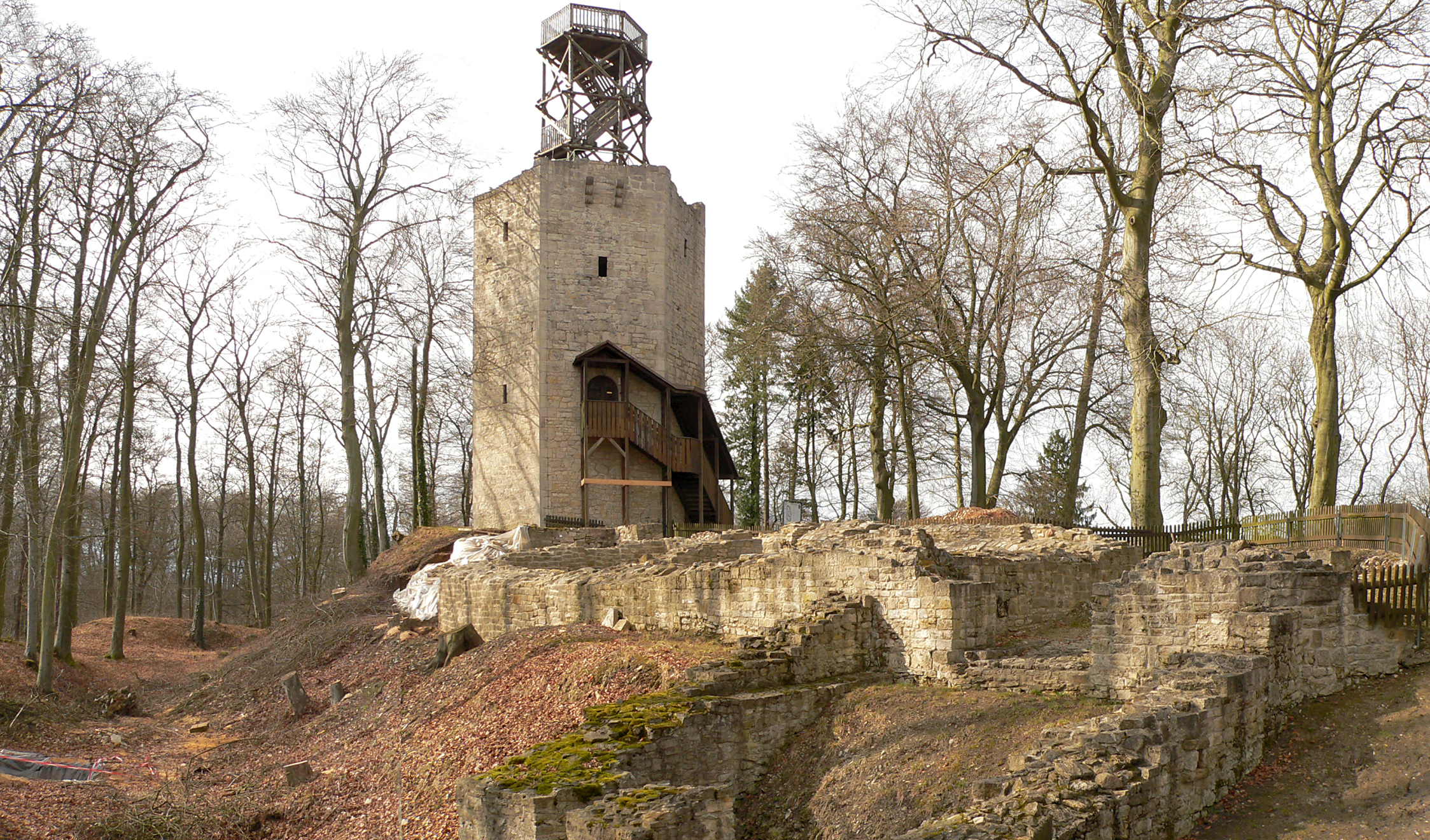
Ruine der Burg Lichtenberg mit Aussichtsturm

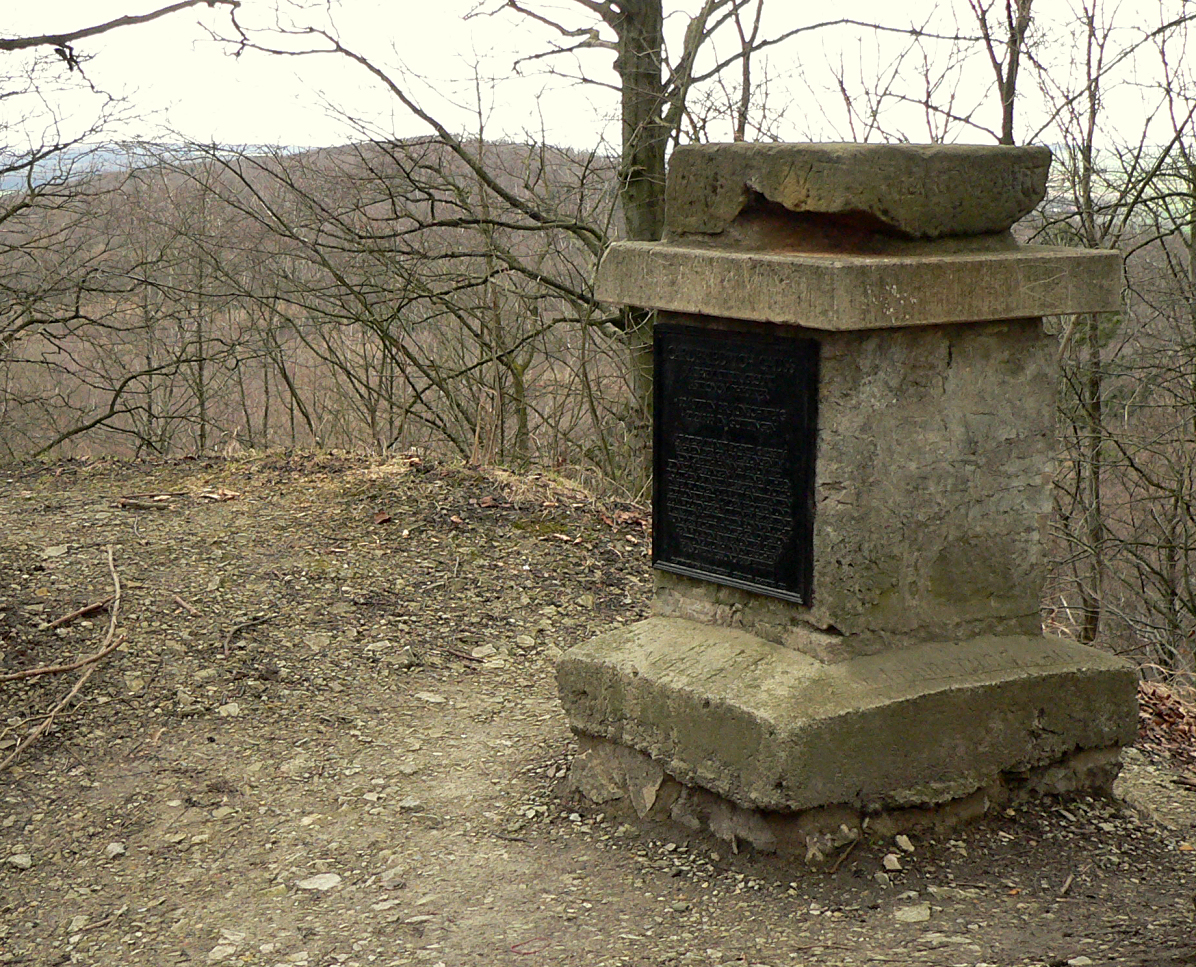
Gaußstein in den Lichtenbergen mit einer Tafel der Gebrüder Schreitel

- Ruine der im 12. Jahrhundert erbauten und 1552 zerstörten Burg Lichtenberg. Es existieren noch Mauerreste der Befestigungswälle und einige Grundmauern. Der örtliche Verschönerungsverein ließ 1893 aus dem ehemaligen Bergfried einen Aussichtsturm bauen. Seit 2005 steht auf dem Burggelände eine funktionstüchtig nachgebaute Blide.[6]
- Der Gaußstein in den Lichtenbergen ist ein Steinsockel, den Carl Friedrich Gauß (1777–1855) um 1820 zu Vermessungszwecken für das Königreich Hannover errichten ließ. Neben dem Lichtenberger Stein ließ Gauß in der Umgebung weitere solche Steine aufstellen, so in den Höhenzügen des Hils (45 km entfernt) und des Deister (Gaußstein im Deister) (55 km), auf dem Falkenberg im Landkreis Celle (ca. 100 km), Garßen bei Celle (55 km) und dem Wohldenberg bei Meinersen (40 km). Alle Sockel waren mit einem drehbaren Spiegel, dem von Gauß erfundenen Heliotropen, versehen, so dass sie bei Sonnenlicht auch aus großer Entfernung leicht anvisiert werden konnten. Mit Hilfe dieser Vermessungspunkte wurde ab 1827 das Kartenwerk der Gaußschen Landesaufnahme erstellt.[6]
- Bockwindmühle von 1810 am nördlichen Ortsrand. Die Mühle kann am Deutschen Mühlentag und am Tag des offenen Denkmals besichtigt werden.[6]

## Sport und Freizeit
Lichtenberg hat 19 Vereine. Außerdem stehen sieben Sport- und Bolzplätze zur Verfügung.